# 中田村 (宮城県)
中田村（なかだむら）は、昭和16年（1941年）まで宮城県名取郡にあった村。現在の仙台市太白区中田町・中田・西中田・東中田・袋原・柳生・四郎丸および若林区四郎丸にあたる。

## 沿革
- 明治22年（1889年）4月1日 - 町村制施行にともない、前田村、四郎丸村、袋原村及び柳生村の区域をもって、中田村が発足する。村名は奥州街道の宿駅・中田宿より命名。
- 昭和16年（1941年）9月15日 - 名取郡中田村、六郷村、宮城郡岩切村、高砂村及び七郷村が仙台市に編入する。

## 行政
- 歴代村長

| 代 | 氏名     | 就任                      | 退任                      | 備考 |
| -- | -------- | ------------------------- | ------------------------- | ---- |
| 1  | 壱岐平六 | 明治22年（1889年）4月23日 |                           |      |
| 2  | 菅井有国 | 明治26年（1893年）4月12日 |                           |      |
| 3  | 阿部倉治 | 明治35年（1902年）1月24日 |                           |      |
| 4  | 菅井繁守 | 大正3年（1914年）2月2日   |                           |      |
| 5  | 佐藤祐之 | 昭和11年（1936年）8月29日 | 昭和16年（1941年）9月14日 |      |

## 交通

### 鉄道
- 鉄道省営東北本線：陸前中田駅